# ブレア・カーワン
- ブレア・カーワン
- ブレア・コーワン

ブレア・カーワン（Blair Cowan、1986年4月21日 - ）は、メジャーリーグラグビー、サンディエゴ・リージョンに所属するラグビーユニオン選手。元スコットランド代表。  

## プロフィール
- ニュージーランド・アッパーハット出身。
- ポジションはフランカー(FL)。
- 身長188cm、体重102kg。
- スコットランド代表キャップは18（2020年12月現在）でワールドカップ2015のスコットランド代表に選ばれた[1]。
- ペッカフォウ・カーワンはいとこ[2]。

## 略歴
アッパーハット、コーニッシュ・パイレーツ、ウスター・ウォリアーズを経て、2013年、ロンドン・アイリッシュに加入。  
2021年、リコーブラックラムズ東京に加入。
2022年1月9日に行われたJAPAN RUGBY LEAGUE ONE第1節NTTドコモレッドハリケーンズ大阪戦にて先発出場で日本での公式戦初出場を果たした。同年6月、リコーブラックラムズ東京を退団した。同年10月、サンディエゴ・リージョンに加入。 